# Рікардо Фольї
Рікардо Фольї (італ. Riccardo Fogli) Понтедера 21 жовтня 1947 — італійський естрадний співак. Був вокалістом та басистом гурту Pooh у період його найбільшого успіху; пізніше як соліст переможець Фестивалю Санремо та Music Farm. Опублікував 32 альбоми, серед яких 22 студійних, 2 живих та 8 збірок.
У вісімдесяті роки був надзвичайно популярним в Україні; дав декілька концертів у Києві.

## Біографія

### 1966-1972: період з Pooh
Рікардо Фольї дебютував як фронтмен та басист рок-групи з Пйомбіно Slenders, з якою здійснив мінітурне ресторанами Північної Італії
Учасники ансамблю працювали на сталеливарному заводі Пйомбіно, і щоб мати можливість здійснити "гастролі", взяли 6 місяців відпустки за свій рахунок.
Одна з останніх появ ансамблю відбулася в міланському Piper, де також грали Pooh, тоді керовані Валеріо Неґріні та Мауро Дзіні-Бертолі.
Pooh були вражені манерою співати та грати молодого Фольї, і після концерту запросили його увійти до складу гурту, замість Джильберто Фаджолі, який на той час вже був відірваний від інших учасників через відлюдний характер та непорозуміння, що виникали в колективі.
Slenders, дізнавшись про контакти Pooh з Рікардо, переконали його випробувати фортуну з ансамблем, який вже опублікував два успішні сингли. Окрім того, гурт, примушений економічною мізерністю, мав у короткий термін залишити музичну кар'єру задля повернення на завод.
Навзамін переходу Рікардо до Пу, Slenders попрохали Валеріо Неґріні взяти на себе витрати по утриманню та внески за автофургон ансамблю, які ще не були виплачені.  
Таким чином Pooh набув з новим басистом, як обладунок, ще автофургон та шанувальниць, однак і пісню "Nel buio", (В темряві) кавер-версія "look in the mirror" (Поглянь у дзеркало),, яку Pooh вставили як у план концертів, так і в свій перший альбом Per quelli come noi (Для таких як ми), що вийшов у жовтні 1966.
Роль Рікардо в першій довгограючій платівці гурту все ж другорядна: він залучається до багатоголосного співу та до партій бас-гітари в творах, що ще не записувались (деякі пісні були написані і виконувались раніше). Серед помітних композицій альбому виділяється "I cinque orsacchiotti" (П'ятеро ведмедиків), в якій п'ятеро хлопців виконують по черзі одну із строф. Перша доручається саме молодому Фольї.
В подальшому, після виходу Мауро Бертолі, група налаштовується як квартет. публікується декілька успішних синглів: "Piccola Katy" (Маленька Кеті)та "In silenzio" (В тиші), обидві доручені виконанню Рікардо, який стає лідируючим вокалістом ансамблю також на наступному альбомі "Contrasto" 1968.
Він є головним голосом пісень "Mary Ann", "Un minuto prima dell'alba" (Хвилина перед світанком) та "Goodbye Madame Butterfly" (До побачення, мадам Батерфляй).
Коли Pooh записують Memorie у 1969, стає ясно видно, що Рікардо є єдиним голосом гурту, і що, як для Робі Факкінетті, так і для Валеріо Неґріні залишається найменший вокальний простір.
Роль лідера групи надломлюється, коли Pooh переходять до лейблу CBS, 
у червні 1970; Рікардо дебютує як соліст з сорокоп'яткою "Zan zan/I 10 comandamenti dell'amore" (10 заповідей кохання), під псевдо Renzo (Ренцо ), разом з Віолою Валентіно на фірмі звукозапису Vedette. 
Продюсер Pooh, Джанкарло Лукаріелло, не бажаючи залишати головний голос одному Рікардо, вирішує довірити Доді Баталья виконання "Tanta voglia di lei", сорокоп'Ятка з якою підносить Pooh на пісенний Олімп.
Рікардо довелося заспівати "Pensiero", що стала першою композицією альбому Opera Prima, 1971. На цьому диску він також виконує "Alle nove in centro" (В дев'ять в центрі), "Che favola sei" та першу строфу  "Opera Prima" (Первісток).
Лукаріелло справді довіряв найвагоміші сингли диска Доді Баталья все більше урізаючи простір Фольї, який все ж таки мав його у "Nascerò con te" (Я народився з тобою), "Alessandra" та "Quando una lei va via" (Коли вона йде геть), трьох незабутніх пісень з репертуару Pooh часів альбому Алессандра.
Нестерпність ролі компримаріо спонукує Рікардо  наприкінці 1972, посеред турне Alessandra, залишити гурт. Підтриманий порадами тогочасної своєї нареченої Петті Право (Patty Pravo), яка переконує його залишити Pooh задля власної сольної кар'єри, сповіщає учасників ансамблю про свій намір.

### ПісляPooh: 1973-1979
У 1973 в той час коли Pooh публікує відзначений багатьма нагородами Parsifal, який забезпечив їм успішне американське турне, Рікардо відзначає початок своєї сольної діяльності довгограючою платівкою Ciao amore, come stai (Привіт любов, як ся маєш), що залишається майже невідомою.
З цього альбому вибираються декілька синглів, які мають дуже слабкий успіх.
Вибір Рікардо схоже виявляється провалом: залишити групу означає приректи себе на невпинні намагання робити власну музику без жодної підтримки ані з боку критики, ані зі сторони публіки.
У 1974 проходить майже непоміченою його участь у Фестивалі Санремо з піснею "Complici" (Співучасники), так само непоміченою лишається прогресивна, витонченого смаку композиція "Amico sei un gigante" (Друже, ти гігант.
У наступному році він публікує сингл "Guardami" (Подивись на мене) (з яким бере участь у Un disco per l'estate), композиція, що відсилає до шістдесятих, яка з великими зусиллями знаходить собі місце в музичних автоматах. 
Щоб компенсувати погані продажі в Італії, записується диск раннього Фольї іспанською.
У 1976 наступає поворот у кар'єрі співака : сорокоп'ятка "Mondo" (Світ) приносить йому успіх та ім'я. Про екс-басиста Pooh нарешті починають говорити в найбільших національних мережах.
Завдяки "Mondo" він бере участь у Фестивальбарі й отримує там премію Зелений Диск.
У тому ж році, публікує свій другий альбом, названий просто "Riccardo Fogli", який містить в собі, між іншими, пісню з часів його перебування у Pooh, знамениту "In silenzio", яка переосмислюється в уповільненій версії, з оркестровим аранжуванням.Хоча вступ до неї, а зрештою і вся вона в цілому, нагадує "Infiniti noi" (Безкінечні ми) dei Pooh, опубліковану у 1973. Втім, перебування Фольї в гурті позначилось відчутливо на подальшій його творчості: в багатьох його композиціях виразно чутні прийоми та інтонації Pooh, а вподальшому він неодноразово працював з учасниками ансамблю, виконував їх твори та виступав з ними у спільних концертах.
На диску також знаходиться пісня "Mi manca" (Мені бракує), написана Умберто Тоцці, яка включається як в альбом тосканського співака, так і у диск молодого туринського кантауторе. Між двома версіями є лише одна відмінність — текст, незначно змінений текстярем Джанкарло Бігацці.
Рікардо знову стає відомим і, з Джанкарло Лукаріелло, який продукує його диски, публікує у  1977 сингл "Stella" (Зірка), що стає одним з найважливіших хітів у його кар'єрі, хоча затьмарити попередній успіх "Mondo" йому не вдається.
Наступний диск "Il sole, l'aria, la luce, il cielo" (Сонце, повітря, світло, небо), виходить у 1977 та визначає найважливіший етап кар'єри Фольї. Однак за характером він ще окреслює колишнього хлопця 1966 року. У диск увійшли такі пісні як "Anna ti ricordi" (Анна, пам'ятаєш), "Il giorno comincia qui" (День починається тут), "Ricordati" (Пам'ятай), "Paola", дві останні пізніше виходять на сорокоп'ятці задля просування диска. Більша частина композицій належить перу поетеси Карлі Вістаріні (Carla Vistarini)  та різним авторам музики. Рікардо пише тексти лише двох пісень: етерної та хвилюючої "Vendo sogni" (Продаю мрії)та "Dolce straniera" (Солодка іноземка).
У 1978 виходить збірка "Io ti porto via" (Я заберу тебе геть), яка містить в собі чотири неопубліковані пісні, серед яких титульний трек.
Великий успіх приходить у 1979, з синглом "Che ne sai" (Що ти знаєш про це), який тривалий час знаходиться на перших позиціях в чартах, супроводжуючи успіх однойменного альбому, дві пісні з якого належать екс-компаньйону з Pooh Робі Факкінетті.
Рікардо несе на собі важливий для нього відбиток рафінованого та шляхетного виконавця італійської пісні; в часи кантауторату панку, бунтівливої молоді він презентує свій імідж як у музиці, так і в одязі — молодий чепурун у фраці, а також на обкладинці диска. Інші сингли альбому: "Pace" (Мир), "Non mi lasciare" (Не лишай мене) та "Che amore vuoi che sia" (Яке кохання бажаєш, яке є).
Більша частина пісень написана Мауріціо Фабріціо, який займався також аранжуванням, та текстярем Ґвідо Морра, вже автором пісень Джанні Тоньї.
У тому ж 1979мав би вийти альбом "Matteo", продюсований Фольї та Марчелло Аітіані, з текстами цілком написаними Рікардо, але диск блокується фірмою звукозапису, бо розцінюється надто "відмінним" від жанру, який відкрив Фольї сцену, і вважається, що публіка була б поставлена у невигідне положення (йдеться про концептуальний прогресивно-роковий альбом, у якому розповідається життя людини взяте навпаки: від смерті до народження; альбом відповідає подібному диску Pooh, виданому десять років перед тим, тобто "Memorie"). 
Пісня "Festa" включається в "Che ne sai".

### Вісімдесяті роки

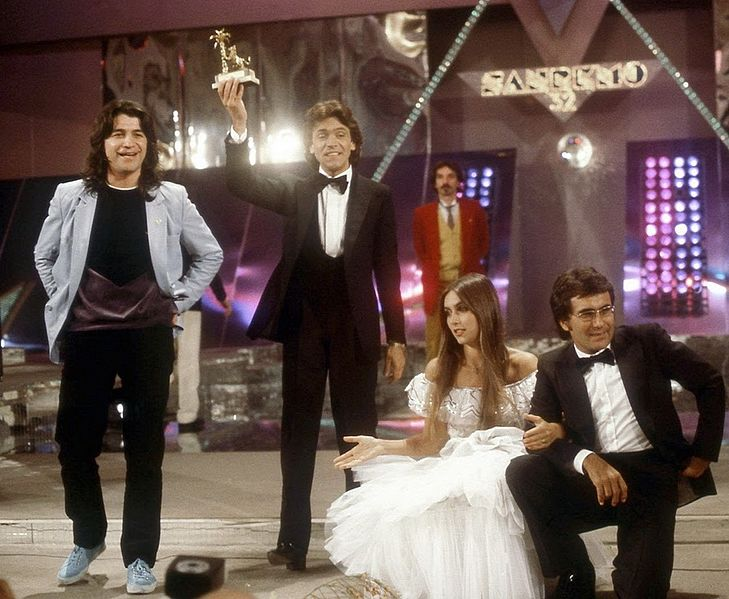
Рікардо Фольї у 1982

Серія успішних праць Рікардо продовжується у 1980 диском "Alla fine di un lavoro" (В кінці роботи), з якого вибирається сингл "Ti amo però" (Однак я тебе люблю),, а також "Scene da un amore" (Сцени кохання) та композиція-епонім диска. 
Фольї бере участь у редагуванні текстів.
У 1981 виходить "Campione" (Чемпіон), альбом, що високо підняв Рікардо Фольї як виконавця італійської пісні. З цього альбому вибирається  
"Malinconia" (Меланхолія), пісня що виграла Vela d'Oro (Золотий Парус), Telegatto (Телекіт)та Платиновий Диск.
У 1982 бере участь у Фестивалі Санремо і перемагає з "Storie di tutti i giorni" (Повсякденні історії), пісня, яку багато людей вважали переможницею ще до фіналу конкурсу, і яка зробила ім'я Рікардо Фольї всесвітньо відомим. Вона була скопійована радянською студією грамзапису "Мелодія" і миттєво розпродана в тодішньому СРСР мільйонними тиражами. З неї, а також з "Malinconia", почалась його популярність в Україні.
Перемога у Санремо, між іншим, була вміло організована продюсером Лукаріелло, який переймався деталями пісні від звучання електрогітари у протиставленні з пасажами класичного фортепіано, до елегантного одягу співака під час фінального вечора, до   акомпанементу природженого рок-гітариста, надзвичайно ефектного Роберта Пулео.
Величезна полеміка, що настала, (подеякували, нібито перемога була куплена фірмою звукозапису) не підірвала популярності пісні, яка підскочила на вершину хіт-параду. Фольї отримав  Премію Беттіно Ріказолі за літературну якість тексту, Telegatto (Телекіт), Премію Радіо Коррйере ТБ та Золотий Диск. 
Успіх композиції дозвовив співаку у наступному році представляти Італію на Конкурсі Євробачення.
У 1982 виходять дві довгограючі платівки:
перша "Collezione" (Колекція), що охоплює переможницю Санремо та найкращі композиції цього періоду, в той час як друга, "Compagnia", (Компанія), складається цілком з неопублікованого. 
Pooh, у персонах Робі Факкінетті та Стефано Д'Ораціо співпрацюють у виданні диска (Д'Ораціо належить текст), і сам Факкінетті з'являється на обкладинці платівки, обезсмерчений за столом учотирьох з Балданом Бембо, Рікардо та Мауріціо Фабріціо.
Фольї бере участь у Єврофестивалі 1983 з "Per Lucia" (Для Лучії) (написана самим Фольї, з Мауріціо Фабріціо та Вінченцо Спампінато), яка посіла 11 місце.
Пісня звертається до теми відмінної від звичних "любовних скимлінь", в уяві авторів виникає лист, написаний до дівчини, що живе за кордоном, у східному Берліні.
З 1984 відкривається період, коли Рікардо випікає трохи пластифіковані диски,як того вимагала музична мода часу, диски, які не мають суттєвого продовження, попри участі деяких пісень у Санремо. У 1984 альбом 
"Torna a sorridere" (Знову посміхнись), однойменна пісня бере участь у Фестивальбарі, у 1985 - "1985", в якому знаходить місце пісня з Санремо "Sulla buona strada" (На добрій дорозі). Пісня зустрічає гарний прийом і посідає четверте місце.
Влітку присутня на Фестивальбарі "Dio come vorrei" (Боже, як би я хотів), що не включена в альбом.
У 1987, задля просування диска "Le infinite vie del cuore" (Безкінечні шляхи серця) Рікардо об'єднується зі старими друзями з Pooh у синглі "Giorni cantati" (Заспівані дні). Пізніше виходять інші альбоми: "Amori di guerra" (Любові війни) 1988 (багатьма фанами вважається одним з найкращих), збірка "Non finisce così" (Так не закінчиться), 1989, що включає композицію, презентовану у тому році на Фестивалі Санремо, та "Sentirsi uniti (Почуватися з'єднаними)", 1990, в який включено "Ma quale amore" (Але яке кохання), також із фестивального змаггання.

### Дев'яності роки
У 1991 Фольї знову бере участь у Фестивалі Санремо з інтроспективною піснею "Io ti prego di ascoltare" (Я прошу тебе вислухати), яка включається, разом з "Dimmi chi sei" (Скажи мені хто ти( та "A metà del viaggio" На половині подорожі)(, у однойменний з останньою альбом, в якому було переосмислено багато його попередніх хітів. A metà del viaggio знаменує кінець співробітництва з продюсером  Джанкарло Лукар'єлло.
У тому ж році записує "Amici" (Друзі), пісню, створену Робі Факкінетті та Валеріо Неґріні і виконану у дуеті з Марчеллою Белла (увійшла до альбому співачки "Sotto il vulcano" (Під вулканом).
Рікардо Фольї повертається у Санремо у 1992 з "In una notte così" (Так в одну ніч) (первісно призначена Мії Мартіні). 
Потім публікується альбом Teatrino meccanico (Механічний ляльковий театр), який включає також "Voglio le tue mani" (Мені потрібні твої руки) (на сингл якої знімається відеокліп, що передвістить участь у Disco per l'Estate). 
Пізніше співак записує для іспанського ринку пісню "Sabrás" (Ти зумієш), відому в Італії як "Saprai" у версії двох голосів: Фіордалізо та Робі Факкінетті,   і тепер виконана тією самою співачкою та Фольї  іспанською.
Попри гарну критику (яка говорить про рафінованість артиста та незалежність його від сьогоденних музичних схем) та різноманітні нагороди (Premio Calidario del Casinò Municipale di Sanremo (Премія Калідарій Муніципального Казино Санремо), Targa Ciano Montello (Відзнака Чано Монтелло), Targa San Vincenzo (Відзнака Сан Вінченцо) та Targa Colle di Fuori (Відзнака Колле ді Фуорі)) популярність та продажі дисків Фольї зменшуються все більше.
Тоді, у 1994 артист публікує "Nella fossa dei leoni" (У левовій ямі), диск типово електронного звучання, в який входять "Ombre sopra i muri" (Тінь на мурах)та "Caro amore mio" (Дорога моя любов) (з диска вибирається сингл "Storia Di Un'Altra Storia" (Історія з іншої історії).
У 1995 виходить "Fogli su Fogli" (Фольї про Фольї). Альбом цікавий оскільки акустичний або ж через велику кількість музикантів, що беруть у ньому участь: окрім постійного ансамблю Фольї (Робі Фачіні (Roby Facini), Уго Маріа Манфреді (Ugo Maria Manfredi), П'єтро Кантареллі (Pietro Cantarelli) та Алессандро Равазіні (Alessandro Ravasini)), 
грають також Массімо Лука (Massimo Luca), Вінче Темпера (Vince Tempera) та Клаудіо Пасколі (Claudio Pascoli), разом з Джованні Пеццолі (Giovanni Pezzoli) та Андреа Форнілі (Andrea Fornili) з гурту Stadio, і квартет d'archi. У диску знаходять місце багато успішних пісень, реаранжованих в акустичному ключі, а також дві неопубліковані: "Quando sei sola" (Коли ти сама) та "Monica" (призначена для участі у Disco per l'Estate).
У наступному році знову бере участь у Фестивалі Санремо  з "Romanzo" (Роман) (19 позиція), випереджаючи однойменний альбом.
У 1998 виходить, майже тихцем, "Ballando" (Танцюючи), диск (лише з семи пісень), гарно зіграний, але швидко забутий, поряд з іншим через майже нульові продажі. 
Між тим як у 1999 спеціалізований журнал "Raro!" публікує обмеженим тиражем (1000 копій) CD версію попереднього концептуального альбому "Matteo", записаного у 1978 та недооціненого у свій час.

### Двотисячні роки
Після серії антологійних збірок та концертного диску 2002, ім'я Рікардо Фольї повертається в обіг з перемогою на Реаліті-шоу Music Farm в травні 2004. В результаті, як нагорода, йому надається можливість публікації CD з найкращими виконаннями, здійсненими на програмі Rai 2.
У 2005 виходить "Ci saranno giorni migliori" (Настануть кращі дні), - перший диск з неопублікованим нового тисячоліття, виданий впливовою італійською телерадіокомпанією.
Більша частина композицій диску написана кантауторе Ґатто Панчері (Gatto Panceri), Рікардо належить текст "Profumo di lei" (Її аромат). До проекту також приєднується Доді Баталья, який пише музику та грає на гітарі в "Amori belli, amori brutti" (Кохання прекрасні, кохання потворні), та Фіо Дзанотті (Fio Zanotti) (також аранжувальник Pooh) у "Per te io canto" (Для тебе я співаю). Вибирається також сингл "Non finisce qui" (Це тут не кінчається), а "Io non canto (senza te)" (Я не співаю (без тебе)) - відмінна версія композиції вже презентованої у минулому році (на томуж лейблі). Деніс
Ця нова праця принесла Фольї премію Premio Speciale ai Venice Music Awards.
У 2008 виходить "Riccardo Fogli Libro+Cd": йдеться про коробку з CD, що складається з деяких витягів з його багаторічного репертуару ("Piccola Katy", "Malinconia", "Storie di tutti i giorni", "Non finisce così", Quando sei sola" etc) та автобіографічної книжки, що містить в собі анекдоти з його життя.
7 липня 2010, після п'яти років роботи, у видавництві Edizioni Pendragon, виходить, авторизована і частково написана співаком, перша біографічна книга Рікардо Фольї "Fogli di vita e di musica" (Фольї у музиці та в житті).  Її написали Журналіст Фабріціо Маркеселлі (Fabrizio Marcheselli) та "історичний" фан Сабріна Панті (Sabrina Panti). Між іншим вона містить в собі повну дискографію та рідкісні світлини, передмову Джорджо Панаріелло та неопубліковані свідчення різних діячів сцени.

## Цікаве
- Рікардо Фольї є Активним гравцем футбольної Італійської національної збірної співаків.
- У 1986, з оказії матчу у Реджо-Калабрії Національної збірної співаків, капітаном якої він тоді був, з місцевою командою лікарів, хрестив Стефано Наіма, сина капітана медиків.

## Політичні погляди
У 2014 році підтримав російську анексію Криму виступивши 16 березня 2014 року в Севастополі у підтримку так званого "Кримського референдуму".. У 2015 році Рікардо Фольї разом з Тото Кутуньо, Аль Бано та гуртом "Ріккі е повері", через YouTube-канал "Друзі Путіна Італії і у всьому світі" ("Amici di Putin In Italia e nel mondo") привітав президента РФ Володимира Путіна з Днем народження.

## Дискографія

### Альбоми
- 1973: Ciao amore, come stai (RCA Italiana, DPSL 10617)
- 1976: Riccardo Fogli (CBS, 81284)
- 1977: Il sole, l'aria, la luce, il cielo (CGD, 20001)
- 1978: Io ti porto via (CGD, 20061)
- 1979: Che ne sai (Paradiso, PRD 20151)
- 1980: Alla fine di un lavoro (Paradiso, PRD 20229)
- 1981: Campione (Paradiso, PRD 20265)
- 1982: Collezione (Paradiso, PRD 20294)
- 1982: Compagnia (Paradiso, PRD 20317)
- 1982: Il primo Riccardo Fogli
- 1984: Torna a sorridere (Paradiso, PRD 20411)
- 1985: 1985 (Paradiso, PRD 20456)
- 1987: Le infinite vie del cuore (Paradiso, PRD 20681)
- 1987: Storie di tutti i giorni
- 1988: Amore di guerra
- 1989: Non finisce così (CBS, 465058 1)
- 1990: Sentirsi uniti (CBS, 466570 1)
- 1991: A metà del viaggio (Epic, 468107 1)
- 1991: Canzoni d'amore (збірка)
- 1992: Teatrino meccanico
- 1992: Mondo
- 1994: Nella fossa dei leoni
- 1995: Fogli su Fogli (unplugged)
- 1996: Romanzo
- 1997: Greatest Hits
- 1998: Ballando
- 1999: Matteo (Raro!Records; registrazioni del 1978)
- 1999: Il mondo di Riccardo Fogli
- 2002: Storie di tutti i giorni (концертний)
- 2002: Pop Collection (збірка)
- 2004: Il vincitore
- 2004: Storie d'amore (антологія + 3 непублікованих)
- 2005: Ci saranno giorni migliori
- 2008: Riccardo Fogli (Azzurra Music, BKCD 1021; книга + CD)

### Сингли
- Zan zan \ I 10 comandamenti dell'amore (Vedette, VVN 33196; записана під псевдонімом Renzo, разом з Віолою Валентіно) (1970)
- Due regali \ Oh Mary (1973)
- Strana donna \ La prima notte senza lei (1973)
- Complici \ Strana donna (1974)
- Amico sei un gigante \ Una volta di più (1974)
- Guardami \ Gente per bene (1975)
- Mondo \ Finito (1976)
- Ti voglio dire \ Viaggio (1976)
- Stella \ Anna ti ricordi (1977)
- Ricordati \ Paola (1977)
- Io ti porto via \ Si alza grande nel sole, la mia voglia di te (1978)
- Che ne sai \ Come una volta (1979)
- Pace \ Che amore vuoi che sia (1979)
- Ti amo però \ È l'amore (1980)
- Scene da un amore \ Angelina (1980)
- Malinconia \ La strada (1981)
- Storie di tutti i giorni \ L'amore che verrà (1982)
- Compagnia \ Piccoli tradimenti (1982)
- Io voglio vivere \ Un angelo (1982)
- Come Cambia In Fretta Il Cielo \ Donne(1982)
- Altri Tempi \ Nascerò Con Te (1982)
- Tu Cosa Fai Stasera \ Per Amarti,La Voglia Di Sognare (1982)
- Per Lucia \ Altri tempi (1983)
- Torna a sorridere \ Diapositive (1984)
- Sulla buona strada \ Greta (1985)
- Voglio sognare \ Tempi andati (1985)
- Dio come vorrei \ Buone vibrazioni (1985)
- La Felicità Possibile \ Dolce Tristezza (1987)
- Come Passa Il Tempo Stasera \ Io E Alice (1987)
- Che Notte È \ Quarant'Anni (1987)
- Giorni Cantati \ Tu Che Sei L'Amica(1987)
- Le Infinite Vie Del Cuore / Silenzio Cantatore 1987)
- Amore di guerra \ Amore di guerra (Breve) (1988)
- Una donna così \ Amori nascosti(1988)
- Se Ti Perdessi Ancora \ I Tuoi Mille Anni,E'Già Parlare Di Noi (1988)
- Oggi Ci Sto \ Comunque Ci Sarò (1988)
- Non finisce così \ Delicata (1989)
- Ma quale amore \ È tempo per noi (1990)
- 22 Dicembre \ Passeggiando Da Solo Una Mattina Di Marzo (1990)
- Un Modo Per Amare \ Fai Quello Che Vuoi,Oscuro Amore  (1990)
- Cambierò La Mia Esistenza \ Non È Facile (1990)
- Io ti prego di ascoltare \ A metà del viaggio (1991)
- In una notte così \ Un'altra volta te (1992)
- Voglio le tue mani \ Se il cuore non contasse niente, uomini col borsello (1992)
- Storia di un'altra storia (1993)
- Caroamoremio (1994)
- Quando sei sola (1995)
- Siamo Noi(2004)
- Ci saranno giorni migliori (2005)
- Non Finisce Qui (2005)